# Sūgaku Joshi Gakuen
Sūgaku Joshi Gakuen (数学♥女子学園, ou Suugaku etc.) est une série télévisée japonaise (ou drama). Elle est composée de douze épisodes d'une demi-heure chacun, diffusés hebdomadairement du 11 janvier au 28 mars 2012 sur la chaine NTV. Elle met en vedette Sayumi Michishige et Reina Tanaka du groupe Morning Musume, entourée de la plupart des autres membres du Hello! Project. Dori Sakurada est le seul acteur masculin de la distribution. L'histoire se déroule dans un lycée spécialisé dans les mathématiques.  

## Génériques
- Début : Pyoco Pyoco Ultra par Morning Musume
- Fin : Hatsukoi Cider par Buono!

## Distribution
- Sayumi Michishige (Morning Musume)
- Reina Tanaka (Morning Musume)
- Risa Niigaki (Morning Musume)
- Mizuki Fukumura (Morning Musume)
- Erina Ikuta (Morning Musume)
- Riho Sayashi (Morning Musume)
- Kanon Suzuki (Morning Musume)
- Haruna Iikubo (Morning Musume)
- Ayumi Ishida (Morning Musume)
- Masaki Satō (Morning Musume)
- Haruka Kudō (Morning Musume)
- Dori Sakurada
- Saki Shimizu (Berryz Kōbō)
- Chinami Tokunaga (Berryz Kōbō)
- Māsa Sudō (Berryz Kōbō)
- Momoko Tsugunaga (Berryz Kōbō;Buono!)
- Airi Suzuki (°C-ute;Buono!)
- Maimi Yajima (°C-ute)
- Saki Nakajima (°C-ute)
- Chisato Okai (°C-ute)
- Mai Hagiwara (°C-ute)
- Erina Mano
- Ayaka Wada (S/mileage)
- Kanon Fukuda (S/mileage)
- Meimi Tamura (S/mileage)
- Kei Yasuda (Dream Morning Musume)
- Rika Ishikawa (Dream Morning Musume)
- Kaori Iida (Dream Morning Musume)
- You Kikkawa
- Karin Miyamoto